# 匍匐球子草
匍匐球子草（学名：Peliosanthes sinica）为天门冬科球子草属的植物，是中国的特有植物。分布于中国大陆的广西、云南等地，生长于海拔850米至1,400米的地区，一般生长在林下，目前尚未由人工引种栽培。
其种加词sinica，意为“中华的”。